# Йегенсторф
Йегенсторф (нем. Jegenstorf) — коммуна в Швейцарии, в кантоне Берн. 
Входит в состав округа Фраубруннен. Население составляет 4225 человек (на 31 декабря 2006 года). Официальный код — 0540.